# Charlotte Salt
Pour les articles homonymes, voir Salt.
Charlotte Salt, née le 12 août 1985 à Newcastle-under-Lyme, Staffordshire en Angleterre, est une actrice anglaise.

## Biographie
Elle fait ses débuts sur la BBC, dans In A Land Of Plenty, puis dans la série Born and Bred où elle tient le rôle de Helen Gilder pendant trois ans.
Elle apparaît dans un épisode des Experts, puis dans Wildfire.
Au cinéma, elle a joué aux côtés d'Angelina Jolie dans La Légende de Beowulf.

## Filmographie

### Cinéma
- 2005 : Beneath Still Waters
- 2006 : The TV Set
- 2007 : La Légende de Beowulf
- 2009 : Deep in the Valley
- 2016 : Modder En Bloed, film sud-africain réalisé par Sean Else, avec Bok van Blerk[1]

### Télévision
- 2015 : The Musketeers : saison 2 : Marguerite
- 2011 : Bedlam
- 2011 : Meurtres au paradis (Death in Paradise) : S01E02 : Lisa Watson
- 2011 : Il était une fois à Castlebury... (A Princess for Christmas) de Michael Damian
- 2010 : Le secret de Chimneys de A. Christie (Virginia)
- 2009 : The Tudors Saison 3 (Lady Ursula Misseldon)
- 2006-2007 : Wildfire

- 2006 : Les Experts
- 2005 : Entourage
- 2003 : The Bill
- 2002 : Meurtres à l'anglaise (The Inspector Lynley Mysteries)
- 2002 - 2005 : Born and Bred
- 2001 : The Whistle-Blower
- 2001 : In a Land of Plenty